# KIAA1797
KIAA1797‏ (Focadhesin) هوَ بروتين يُشَفر بواسطة جين KIAA1797 في الإنسان.